# Nazionale femminile di pallavolo del Galles
La nazionale femminile di pallavolo del Galles è una squadra europea composta dalle migliori giocatrici di pallavolo del Galles ed è posta sotto l'egida della Federazione pallavolistica del Galles.

## Risultati
La nazionale femminile di pallavolo del Galles del Nord non si è mai qualificata ad alcuna competizione.